# Epitophysis substriata
Epitophysis substriata là một loài bọ cánh cứng trong họ Cerambycidae.